# Alfredo Collados
Alfredo Collados Vicente (nacido en Badules, Zaragoza) fue un veterinario y político español.

## Reseña biográfica
Estudió Veterinaria en al Facultad de Veterinaria de Zaragoza.
Fue Teniente de Alcalde del Ayuntamiento de Zaragoza.
Representante de la Secretaria General en el Consejo de Veterinarios de Zaragoza.
Presidente del Sindicato de Ganadería.
Representante de Unión de Centro Democrático.
Del 16 de febrero de 1979 al 26 de abril de 1979 fue Presidente de la Diputación Provincial de Zaragoza.

## Condecoraciones
- Comendador de Número de la Orden del Mérito Agrícola.[1]
- Encomienda de la Orden Civil de Sanidad en 1969.[1]
- Encomienda con Placa de la Orden Civil de Sanidad en 1977.[1]
- Caballero de la Orden de Cisneros.[1]

| Predecesor: Gaspar Castellano y de Gastón | Presidente de la Diputación Provincial de Zaragoza 16 de febrero de 1979 - 26 de abril de 1979 | Sucesor: Gaspar Castellano y de Gastón |